# ارتش ۲ ترکیبی گارد
ارتش ۲ ترکیبی گارد (انگلیسی: 2nd Guards Combined Arms Army) ارتش میدانی بازوی ترکیبی و یک تشکیلات عملیاتی از نیروی زمینی روسیه است، که به‌عنوان زیرمجموعه منطقه نظامی مرکزی فعالیت می‌کند. ستاد فرماندهی و کنترل این ارتش، در سامارا قرار دارد.
ارتش ۲ ترکیبی گارد از نظر تاریخی جانشین ارتش ۲ تانک گارد از نیروهای مسلح شوروی است. ارتش دوم تانک در ژانویه ۱۹۴۳ بر اساس ارتش ذخیره سوم جبهه بریانسک تشکیل شد. در ابتدا، شامل سپاه یازدهم و شانزدهم تانک، لشکرهای تفنگدار ۶۰، ۱۱۲ و ۱۹۴، تیپ‌های تفنگدار ۱۱۵، اسکی ۲۸، گارد یازدهم تانک، سایر تشکل‌ها و واحدهای نظامی بود.
در طول جنگ جهانی دوم، این واحد در نبرد بریانسک، ضد حمله در نزدیکی کورسک، آزادسازی کرانه راست اوکراین و عملیات نهایی جنگ شرکت کرد.
در سال‌های پس از جنگ، این ارتش بخشی از گروه نیروهای شوروی در آلمان (بعداً گروه نیروهای غربی) بود. تشکیلات و واحدهای نظامی آن (لشکرهای شانزدهم گارد و ۲۵ تانک، لشکر ۲۱ تفنگدار موتوری، لشکر ۹۴ تفنگدار موتوری گارد) در ۳۹ پادگان در خاک جمهوری دموکراتیک آلمان مستقر بودند و ستاد مرکزی آنها در شهر فورشتنبرگ قرار داشت.
در ۲۲ فوریه ۱۹۶۸، با حکم هیئت رئیسه شورای عالی اتحاد جماهیر شوروی، به ارتش ۲ تانک گارد نشان پرچم سرخ اعطا شد. در سال ۱۹۹۳ این ارتش از خاک آلمان شرقی خارج شد و به بخشی از منطقه نظامی ولگا تبدیل شد. طبق دستورالعمل ستاد کل نیروهای زمینی در ۱۱ نوامبر ۱۹۹۳، کنترل ارتش ۲ تانک گارد با پرچم سرخ به ستاد جدیدی منتقل شد و نام ارتش ترکیبی گارد با پرچم سرخ را دریافت کرد. ساختار این ارتش در ۱ سپتامبر ۲۰۰۱ بازسازی و سازماندهی مجدد شد.